# Zloćudovo
Zloćudovo (Servisch cyrillisch Злоћудово) is een plaats in de Servische gemeente Leskovac. De plaats telt 271 inwoners (2002).